# Sadovets
Sadovets (Bulgaars: Садовец) is een dorp in het noordwesten van Bulgarije, gelegen in de gemeente Dolni Dabnik in oblast Pleven. Het dorp ligt ongeveer 24 km ten zuidwesten van Pleven en 107 km ten noordoosten van de hoofdstad Sofia.

## Bevolking
In de eerste volkstelling van 1934 registreerde het dorp 5.047 inwoners. Dit groeide tot een officiële hoogtepunt van 5.129 inwoners in 1956. Sindsdien daalt het inwonersaantal. Op 31 december 2019 telde het dorp 1.612 inwoners.
Van de 1.819 inwoners reageerden er 1.571 op de optionele volkstelling van 2011. Van deze 1.571 respondenten identificeerden 1.347 personen zichzelf als etnische Bulgaren, gevolgd door 105 Bulgaarse Turken (6,7%) en 102 Roma (6,5%). De overige respondenten waren ondefinieerbaar.
Van de 1.819 inwoners in februari 2011 werden geteld, waren er 214 jonger dan 15 jaar oud (11,8%), gevolgd door 1.016 personen tussen de 15-64 jaar oud (55,9%) en 589 personen van 65 jaar of ouder (32,4%).